# Термомагнітний двигун
Термомагнітний двигун (також відомий як колесо Кюрі, двигун Кюрі або піромагнітний двигун) перетворює тепло в кінетичну енергію завдяки термомагнітному ефекту, тобто впливу температури на намагніченість магнітного матеріалу.

## Історична довідка
Технологія бере початок із XIX століття, коли низка вчених подали патенти на так звані «піромагнітні генератори». Ці системи працюють у магнітному циклі Брайтона, обернено до магнітокалоричних холодильників. Експерименти дали лише надзвичайно неефективні робочі прототипи, однак термодинамічний аналіз показує, що термомагнітні двигуни демонструють високу ефективність, порівнянну з ефективністю Карно для малих різниць температури поблизу температури Кюрі магнітного матеріалу. Принцип термомагнітного двигуна досліджували як можливий виконавчий механізм у розумних матеріалах, успішно генеруючи електричну енергію з градієнтів наднизьких температур.